# Stołowogórski Park Krajobrazowy
Stołowogórski Park Krajobrazowy – obecnie nieistniejący park krajobrazowy w Polsce w województwie dolnośląskim na terenie Gór Stołowych. Utworzony został w 1981 r., a w 1993 r. przekształcono go w Park Narodowy Gór Stołowych.

## Historia
Park powołany został uchwałą Wojewódzkiej Rady Narodowej w Wałbrzychu nr 31/81 z 28 października 1981 r. Obejmował 9650 ha, wraz z otuliną 13 600 ha. W obrębie parku i otuliny znajdowało się:
- 12 509 ha lasów,
- 1052 ha użytków rolnych,
- 39 ha wód.

Park wraz z otuliną zajmował teren ograniczony granicą państwową od Bluszczowej (sam park od Bukowiny Kłodzkiej) do podnóża Białej Skały powyżej Borka, dalej na południowy wschód wzdłuż granicy zwartych terenów leśnych powyżej Wambierzyc, Jeleniej Głowy, Studziennej i Chocieszowa do drogi krajowej nr 8 w Polanicy Górnej. Wzdłuż tej drogi granica parku prowadziła do Borowiny i na zachód wzdłuż granicy lasów podnóża Narożnika, powyżej Ocieszowa, Złotna, Łężyc, Żyznowa, Gołaczowa, Jerzykowic Wielkich, dalej przez Świni Grzbiet do Czermnej, zamykając się na Bluszczowej.
Park krajobrazowy został przekształcony rozporządzeniem Rady Ministrów z dnia 16 września 1993 r. (Dz.U. z 1993 r. nr 88, poz. 407) w Park Narodowy Gór Stołowych.

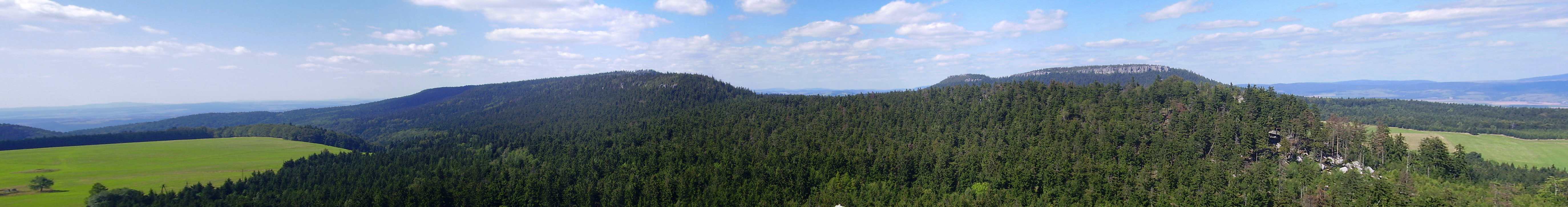
Panorama Gór Stołowych z Narożnika